# Jerzy Wróblewski (elektrotechnik)
Jerzy Wróblewski (ur. 23 stycznia 1946 w Siewierzu, zm. w marcu 2002 w Opolu) – polski elektrotechnik, specjalizujący się w automatyce i elektroenergetyce; nauczyciel akademicki związany z Politechniką Opolską.

## Życiorys
Urodził się 23 stycznia 1946 roku w Siewierzu. Po pomyślnie zdanym egzaminie maturalnym podjął studia elektrotechniczne w Wyższej Szkole Inżynieryjnej w Opolu (od 1996 roku pod nazwą Politechnika Opolska), które ukończył z wyróżnieniem w 1971 roku. Następnie podjął pracę naukowo-dydaktyczną na Wydziale Elektrycznym macierzystej uczelni, wiążąc z nim całą swoją karierę zawodową. Stopień naukowy doktora nauk technicznych uzyskał w 1973 roku, a doktora habilitowanego w 1984 roku - obydwa te tytuły na Wydziale Elektrycznym Politechniki Śląskiej w Gliwicach.
Przez wiele lat pełnił na opolskiej uczelni technicznej szereg kierowniczych stanowisk, w tym m.in.: kierował Zakładem Elektroenergetyki i później Katedrą Elektroenergetyki, był wicedyrektorem Instytutu Elektrotechniki, pełniąc także funkcję prodziekana Wydziału Elektrycznego oraz prorektora Wyższej Szkoły Inżynieryjnej. W latach 1996–1997 był kierownikiem Pionu Zabezpieczeń i Aparatury Pomiarowej w Instytucie Automatyki Systemów Energetycznych - JASE we Wrocławiu.
Jego pasją naukową była elektroenergetyka. W działalności naukowo-badawczej koncentrował się na opracowaniu i wdrażaniu pomiarowych systemów mikroprocesorowych dla potrzeb elektroenergetyki, zastosowaniu metod i technik informatycznych oraz sztucznej inteligencji w energetyce. Informatyka była jego kolejną pasją naukową. Ściśle współpracował z zagranicznymi i krajowymi ośrodkami naukowymi. Odbył staże naukowe w Notre Dame (USA) i Nowosybirskim Instytucie Elektrotechnicznym NETI. Współpracował z Politechniką Śląską, Politechniką Warszawską, Politechniką Wrocławską oraz Instytutem Energetyki w Warszawie. 
W swoim dorobku naukowym zgromadził ponad 70 prac, w tym 4 monografie. Posiadał szereg patentów i zgłoszeń patentowych. Pod jego kierunkiem w Elektrowni Opole został opracowany i wdrożony system lokalizacji doziemień. Jego ostatnim istotnym osiągnięciem było zawarcie w 2001 roku umowy na sprzedaż licencji oprogramowania do lokalizacji zwarć w liniach elektroenergetycznych wysokich napięć (pierwsza umowa tego typu w Politechnice Opolskiej).
Był członkiem Stowarzyszenia Elektryków Polskich oraz Polskiego Towarzystwa Elektrotechniki Teoretycznej i Stosowanej. Był wielokrotnie nagradzany i wyróżniany za osiągnięcia, naukowe, dydaktyczne i organizacyjne w tym m.in.: 3-krotnie Nagrodą Ministra, 11-krotnie Nagrodą Rektora, Nagrodą Wojewody Opolskiego w konkursie na najużyteczniejszą dla Opolszczyzny pracę habilitacyjną. Został odznaczony Srebrnym Krzyżem Zasługi oraz odznaką Zasłużonemu Opolszczyźnie. Zmarł w 2002 roku w Opolu, gdzie został pochowany.